# Heikki
Heikki är ett vanligt förekommande finskt mansman. Det är den finska varianten av namnet Henrik. Heikkis namnsdag i den finskspråkiga kalendern är 19 januari.

## Personer med namnet Heikki
- Heikki Aaltoila, finländsk kompositör och dirigent
- Heikki Aho, finländsk fotograf och dokumentärfilmare
- Heikki Asunta, finländsk målare och författare
- Heikki Haavisto
- Heikki Koivusaari,  möbel och fin snickare
- Heikki Halonen, finländsk violinist
- Heikki Harma, finländsk musiker
- Heikki Hasu
- Heikki Hippa, finländsk entomolog
- Heikki Holmås, norsk politiker
- Heikki Huttunen
- Heikki Ikola, finländsk skidskytt
- Heikki Kauppinen, finländsk författare
- Heikki Kirjavainen
- Heikki Kirkinen
- Heikki Kiviaho
- Heikki Klemetti
- Heikki Konttinen, finländsk skulptör
- Heikki Kotka
- Heikki Kovalainen
- Heikki Mikkola
- Heikki Nurmio
- Heikki Paasonen
- Heikki Renvall
- Heikki Roivainen, finländsk botanist och entomolog
- Heikki Savolainen
- Heikki Toppila, finländsk lärare, författare, journalist
- Heikki Vesa
- Heikki W. Virolainen
- Heikki Waris
- Heikki Ylikangas